# Stradov (Chlumec)
Stradov (německy Straden) je část města Chlumec v okrese Ústí nad Labem. Nachází se na západ od Chlumce. Stradov leží v katastrálním území Stradov u Chabařovic o rozloze 2,27 km².

## Historie
Vesnice se středověkou podélnou návsí byla založena při významné průjezdní komunikaci (Lužická a Solní stezka) pravděpodobně již ve 12. století. Ve 14. století patřila obec k hradu Most. V písemných pramenech je poté doložena roku 1348, kdy zde stávala tvrz po které se dodnes dochovaly již jen nepatrné stopy v prostoru kolem středu obce (mezi domy čp. 10 a 11).
Od roku 1536 patřila obec ke chlumeckému panství Petra Kölbla z Geisingu. Za napoleonské bitvy u Chlumce roku 1813 padla téměř celá ves plamenem, neboť se nacházela v samém středu nejtěžších bojů. Dochovala se jen kaple svatého Jana Nepomuckého ve středu obce, ke které byl ke stému výročí bitvy postaven památník padlým francouzským vojákům.
Od roku 1941 byl v sále místního hostince zřízen zajatecký tábor pro 20 francouzských vojáků, kteří pracovali u místních sedláků a na zámecké pile.
Ke spojení s Chlumcem došlo roku 1976. Zajímavostí je, že podle územního plánu komunistického vedení místního národního výboru měla být celá vesnice zbourána a na jejích troskách mělo vyrůst mezi Chlumcem a Unčínem třicetitisícové panelové sídliště Nové Chabařovice. Po pádu komunistického režimu však od tohoto záměru sešlo.

## Obyvatelstvo
Při sčítání lidu v roce 1921 ve vsi žilo 252 obyvatel (z toho 130 mužů), z nichž bylo 26 Čechoslováků, 224 Němců a dva cizinci. Kromě dvou evangelíků, tří příslušníků nezjišťovaných církví a 107 lidí bez vyznání se ostatní hlásili k římskokatolické církvi. Podle sčítání lidu z roku 1930 měla vesnice 310 obyvatel: 37 Čechoslováků a 273 Němců. S výjimkou tří evangelíků a 28 lidí bez vyznání byli římskými katolíky.
|           | 1869 | 1880 | 1890 | 1900 | 1910 | 1921 | 1930 | 1950 | 1961 | 1970 | 1980 | 1991 | 2001 | 2011 |
| --------- | ---- | ---- | ---- | ---- | ---- | ---- | ---- | ---- | ---- | ---- | ---- | ---- | ---- | ---- |
| Obyvatelé | 179  | 189  | 201  | 215  | 254  | 252  | 310  | 164  | 176  | 147  | 117  | 98   | 115  | 293  |
| Domy      | 32   | 34   | 32   | 33   | 40   | 42   | 48   | 43   | 41   | 38   | 33   | 36   | 40   | 87   |

## Pamětihodnosti
- Kaple sv. Jana Nepomuckého
- Pomník bitvy roku 1813
- Tvrziště mezi čp. 10 a čp. 11
- Smírčí kříž

## Osobnosti
- Michal Stripačuk (* 1934), motocyklový závodník